# Eurozercon
Eurozercon es un género de ácaros perteneciente a la familia Zerconidae.

## Especies
Eurozercon V. Halasková, 1979
- Eurozercon aquilonis V. Halasková, 1979
- Eurozercon pacificus Halaskova, 1979